# Grand Prix-wegrace van Frankrijk 1986
De Grand Prix-wegrace van Frankrijk 1986 was de achtste Grand Prix van het wereldkampioenschap wegrace-seizoen 1986. De races werden verreden op 20 juli 1986 op het Circuit Paul Ricard nabij Le Castellet, Frankrijk. 

## Algemeen
Nadat de regen in België enkele verrassende winnaars had opgeleverd, was alles in Frankrijk, met zonnig weer en 30 °C weer "normaal". 50.000 toeschouwers zagen Eddie Lawson, Carlos Lavado, Luca Cadalora en Egbert Streuer/Bernard Schnieders hun races winnen.

## 500cc-klasse

### De training
Raymond Roche had met de voor hem nieuwe Honda NSR 500 graag wat extra training gehad op het Circuit Paul Ricard, maar door de voorbereidingen voor de Formule 1-race was dat niet mogelijk geweest. Dankzij zijn circuitkennis wist hij de machine toch goed af te stellen en hij realiseerde de vierde tijd. Daarmee stonden er twee Fransen op de eerste startrij, want Christian Sarron stond op de tweede plaats achter Eddie Lawson. Sarron had dat gedaan met slechts één snelle ronde, omdat hij twee motorblokken had opgeblazen. Roche was de snelste Honda-coureur, want Wayne Gardner had wel afstellingsmoeilijkheden en reed slechts de zevende tijd. Hij concludeerde dat zijn beste motorblok niet in het beste frame zat en dat er zaterdagnacht nog het een en ander omgebouwd moest worden. Lawson had zijn eigen problemen tijdens de training gehad. In een race in Laguna Seca had hij een sleutelbeen aan een kant gescheurd en aan de andere kant gekneusd, zodat hij met veel pijn reed. Tot overmaat van ramp was hij ook in gevecht geraakt met enkele marshals die weigerden hem - zonder het juiste pasje - met een scooter en zijn vriendin achterop de baan te laten verkennen. 

#### Trainingstijden
| Pos | Coureur            | Merk                        | Tijd    |
| --- | ------------------ | --------------------------- | ------- |
| 1.  | Eddie Lawson       | Marlboro-Agostini-Yamaha    | 2"00'74 |
| 2.  | Christian Sarron   | Gauloises-Sonauto-Yamaha    | 2"00'96 |
| 3.  | Randy Mamola       | Lucky Strike-Roberts-Yamaha | 2"01'43 |
| 4.  | Raymond Roche      | Rothmans-Katayama-HRC-Honda | 2"01'60 |
| 5.  | Rob McElnea        | Marlboro-Agostini-Yamaha    | 2"01'64 |
| 6.  | Mike Baldwin       | Lucky Strike-Roberts-Yamaha | 2"01'67 |
| 7.  | Wayne Gardner      | Rothmans-HRC-Honda          | 2"01'84 |
| 8.  | Ron Haslam         | ELF-Honda                   | 2"03'65 |
| 9.  | Didier de Radiguès | Rollstar-Chevallier-Honda   | 2"04'05 |
| 10. | Dave Petersen      | HB-Gallina-Suzuki           | 2"05'26 |

### De race
2½ uur moest het publiek zichzelf vermaken tussen de zijspanrace en de 500cc-race, maar men kon dat doen door de Alpenetappe Gap-Serre Chevalier van de Tour de France te volgen. Na de opwarmronde bleek de koppeling van Randy Mamola niet goed te functioneren en snel werden er nieuwe koppelingsplaten gehaald. Het vervangen kostte slechts enkele minuten, maar met twee Fransen op de eerste startrij was de organisatie niet van plan Mamola die tijd ook te gunnen, zelfs niet na een pauze van 2½ uur. Enkele seconden voor de Yamaha gerepareerd was werd er gestart, met Mamola als laatste, maar Christian Sarron kreeg zijn machine bijna niet aan de praat en zat vlak voor hem. Aan de kop van het veld reed snelle starter Ron Haslam, maar hij werd al snel gepasseerd door Raymond Roche, Wayne Gardner en Eddie Lawson. In de tweede ronde had Lawson de leiding al overgenomen en Roche, die hem probeerde te volgen, kwam ten val. Gardner ging samen met Rob McElnea achter Lawson aan, maar had problemen met de bokkige Honda NSR 500. Zijn achterband versleet erg hard en hij viel terug naar de vijfde plaats. Intussen was een ontketende en woedende Mamola aan zijn inhaalrace begonnen, maar ook Christian Sarron kwam naar voren. Nadat McElnea een fout maakte kwam Mike Baldwin op de tweede plaats terecht, maar hij legde het af tegen Mamola, die tweede werd, en Sarron, die als derde eindigde. 

#### Uitslag 500cc-klasse
| Pos | Coureur             | Merk                        | Tijd      | Grid | Punten |
| --- | ------------------- | --------------------------- | --------- | ---- | ------ |
| 1   | Eddie Lawson        | Marlboro-Agostini-Yamaha    | 42"57'01  | 1    | 15     |
| 2   | Randy Mamola        | Lucky Strike-Roberts-Yamaha | 43"09'36  | 3    | 12     |
| 3   | Christian Sarron    | Gauloises-Sonauto-Yamaha    | 43"11'47  | 2    | 10     |
| 4   | Mike Baldwin        | Lucky Strike-Roberts-Yamaha | 43"11'83  | 6    | 8      |
| 5   | Wayne Gardner       | Rothmans-HRC-Honda          | 43"19'27  | 7    | 6      |
| 6   | Rob McElnea         | Marlboro-Agostini-Yamaha    | 43"23'18  | 5    | 5      |
| 7   | Ron Haslam          | ELF-Honda                   | 44"02'04  | 8    | 4      |
| 8   | Didier de Radiguès  | Rollstar-Chevallier-Honda   | 44"23'08  | 9    | 3      |
| 9   | Dave Petersen       | HB-Gallina-Suzuki           | 44"38'19  | 10   | 2      |
| 10  | Paul Lewis          | Skoal Bandit-Heron-Suzuki   | 44"49'96  | 11   | 1      |
| 11  | Wolfgang von Muralt | Frankonia-Suzuki            | 44"54'03  | 13   |        |
| 12  | Marco Gentile       | Écurie-Fior-Honda           | 45"00'66  | 21   |        |
| 13  | Fabio Biliotti      | Honda                       | 45"01'71  | 19   |        |
| 14  | Boet van Dulmen     | Bakker-PDM-Honda            | +1 ronde  | 17   |        |
| 15  | Christian Le Liard  | ELF-Honda                   | +1 ronde  | 12   |        |
| 16  | Mile Pajic          | SNRT-Honda                  | +1 ronde  | 20   |        |
| 17  | Simon Buckmaster    | Duckhams Oil-Honda          | +1 ronde  | 26   |        |
| 18  | Alessandro Valesi   | Honda                       | +1 ronde  | 22   |        |
| 19  | Dietmar Mayer       | Honda                       | +1 ronde  | 28   |        |
| 20  | Juan Garriga        | Cagiva                      | +2 ronden | 15   |        |

#### Niet gefinisht
| Coureur             | Merk                        | Oorzaak | Grid |
| ------------------- | --------------------------- | ------- | ---- |
| Lothar Spiegler     | Suzuki                      |         | 29   |
| Raymond Roche       | Rothmans-Katayama-HRC-Honda | Opgave  | 4    |
| Louis-Luc Maisto    | Honda                       |         | 24   |
| Manfred Fischer     | Hein Gericke-Honda          |         | 18   |
| Pierfrancesco Chili | HB-Gallina-Suzuki           |         | 16   |
| José Parra          | Honda                       |         | 31   |
| Philippe Robinet    | Honda                       |         | 30   |
| Leandro Becheroni   | Suzuki                      |         | 25   |

#### Niet gestart
| Coureur           | Merk                     | Oorzaak  | Grid |
| ----------------- | ------------------------ | -------- | ---- |
| Henk van der Mark | PDM-Honda                | Blessure | 27   |
| Josef Ragginger   | Suzuki                   |          | 23   |
| Gustav Reiner     | Bakker-Honda-Deutschland | Blessure | 14   |

#### Niet deelgenomen
| Coureur           | Merk                      | Oorzaak  |
| ----------------- | ------------------------- | -------- |
| Freddie Spencer   | Rothmans-HRC-Honda        | Blessure |
| Niall Mackenzie   | Skoal Bandit-Heron-Suzuki | Blessure |
| Shungi Yatsushiro | Moriwaki-HRC-Honda        | Blessure |

### Top tien tussenstand 500cc-klasse
| Pos | Coureur             | Merk                                                  | Ptn |
| --- | ------------------- | ----------------------------------------------------- | --- |
| 1   | Eddie Lawson        | Marlboro-Agostini-Yamaha                              | 99  |
| 2   | Randy Mamola        | Lucky Strike-Roberts-Yamaha                           | 86  |
| 3   | Wayne Gardner       | Rothmans-HRC-Honda                                    | 78  |
| 4   | Mike Baldwin        | Lucky Strike-Roberts-Yamaha                           | 60  |
| 5   | Christian Sarron    | Gauloises-Sonauto-Yamaha                              | 53  |
| 6   | Rob McElnea         | Marlboro-Agostini-Yamaha                              | 44  |
| 7   | Didier de Radiguès  | Rollstar-Chevallier-Honda                             | 21  |
| 8   | Raymond Roche       | Rothmans-Katayama-Honda / Rothmans-Katayama-HRC-Honda | 18  |
| 9   | Ron Haslam          | ELF-Honda                                             | 12  |
| 10  | Pierfrancesco Chili | HB-Gallina-Suzuki                                     | 11  |

## 250cc-klasse

### De training
Net als in de 500cc-klasse bereikten in de 250cc-klasse twee Fransen de eerste startrij: Dominique Sarron (derde) en Jean-François Baldé (vierde). Ook Jean-Louis Guignabodet deed het met zijn MIG-Rotax opmerkelijk goed door als achtste te trainen, terwijl Honda's topcoureur Toni Mang slechts de tiende tijd reed. Yamaha was heer en meester met Martin Wimmer op poleposition en Carlos Lavado op de tweede startplaats. 

#### Trainingstijden
| Pos | Coureur                | Merk                     | Tijd    |
| --- | ---------------------- | ------------------------ | ------- |
| 1.  | Martin Wimmer          | Marlboro-Agostini-Yamaha | 2"06'58 |
| 2.  | Carlos Lavado          | HB-Venemotos-Yamaha      | 2"06'67 |
| 3.  | Dominique Sarron       | Rothmans-Honda           | 2"07'29 |
| 4.  | Jean-François Baldé    | Rothmans Katayama-Honda  | 2"07'64 |
| 5.  | Sito Pons              | Campsa-HRC-Honda         | 2"08'13 |
| 6.  | Tadahiko Taira         | Marlboro-Agostini-Yamaha | 2"08'17 |
| 7.  | Stefano Caracchi       | Aprilia-Rotax            | 2"08'31 |
| 8.  | Jean-Louis Guignabodet | MIG-Rotax                | 2"08'56 |
| 9.  | Jacques Cornu          | ELF-Parisienne-Honda     | 2"08'58 |
| 10. | Toni Mang              | Rothmans-HRC-Honda       | 2"08'60 |

### De race
Net als eerder Randy Mamola kwam Carlos Lavado uit de opwarmronde terug met een probleem, in dit geval een lekkend koelsysteem. De machine kon op tijd voor de start worden gerepareerd, maar Lavado startte minder goed dan Sito Pons en Dominique Sarron, die ervandoor gingen terwijl ze werden achtervolgd door Jacques Cornu, Jean-François Baldé, Toni Mang, Pierre Bolle, Fausto Ricci, Niall Mackenzie, Virginio Ferrari en daarachter pas Lavado en Martin Wimmer. Lavado werkte zich naar voren, maar maakte een fout en viel weer terug naar de elfde plaats. Sarron en Pons wisten intussen een voorsprong op te bouwen, maar Lavado kwam er toch nog bij, vooral door zijn stuurmanskunsten, want de Honda's waren sneller dan zijn Yamaha. Zelfs de Parisienne van Bolle liep harder. Hoe dicht het veld bij elkaar lag bleek uit het verschil op de finish: Tadahiko Taira werd tiende met slechts 36 seconden achterstand op Lavado. 

#### Uitslag 250cc-klasse
| Pos | Coureur              | Merk                        | Tijd     | Grid | Punten |
| --- | -------------------- | --------------------------- | -------- | ---- | ------ |
| 1   | Carlos Lavado        | HB-Venemotos-Yamaha         | 38"35'62 | 2    | 15     |
| 2   | Sito Pons            | Campsa-HRC-Honda            | 38"37'45 | 5    | 12     |
| 3   | Dominique Sarron     | Rothmans-Honda              | 38"40'65 | 3    | 10     |
| 4   | Jean-François Baldé  | Rothmans Katayama-Honda     | 38"45'88 | 4    | 8      |
| 5   | Toni Mang            | Rothmans-HRC-Honda          | 38"46'55 | 10   | 6      |
| 6   | Martin Wimmer        | Marlboro-Agostini-Yamaha    | 38"47'01 | 1    | 5      |
| 7   | Pierre Bolle         | ELF-Parisienne              | 38"47'56 | 13   | 4      |
| 8   | Maurizio Vitali      | Garelli                     | 39"06'06 | 14   | 3      |
| 9   | Virginio Ferrari     | Total-Katayama-HRC-Honda    | 39"06'30 | 23   | 2      |
| 10  | Tadahiko Taira       | Marlboro-Agostini-Yamaha    | 39"11'34 | 6    | 1      |
| 11  | Jacques Cornu        | ELF-Parisienne-Honda        | 39"16'95 | 9    |        |
| 12  | Stefano Caracchi     | Aprilia-Rotax               | 39"17'92 | 7    |        |
| 13  | Loris Reggiani       | Aprilia-Rotax               | 39"18'36 | 18   |        |
| 14  | Hans Lindner         | Rotax                       | 39"19'07 | 30   |        |
| 15  | Reinhold Roth        | HB-Römer-Honda              | 39"19'29 | 19   |        |
| 16  | Jean Foray           | Chevallier-Yamaha           | 39"20'38 | 33   |        |
| 17  | Carlos Cardús        | Campsa-Honda                | 39"30'88 | 36   |        |
| 18  | Bruno Bonhuil        | Honda                       | 39"31'35 | 15   |        |
| 19  | Harald Eckl          | Honda                       | 39"31'65 | 21   |        |
| 20  | Alan Carter          | JJ Cobas-Rotax              | 39"34'61 | 11   |        |
| 21  | Niall Mackenzie      | Silverstone-Armstrong-Rotax | 39"35'16 | 12   |        |
| 22  | Massimo Matteoni     | Honda                       | 39"46'49 | 29   |        |
| 23  | Alberto Rota         | Honda                       | 39"47'82 | 27   |        |
| 24  | Jean-Michel Mattioli | Yamaha                      | 40"03'33 | 16   |        |
| 25  | Konrad Hefele        | Honda                       | 40"08'38 | 34   |        |
| 26  | Stéphane Mertens     | Johnson-Yamaha              | +1 ronde | 25   |        |
| 27  | Fausto Ricci         | HRC-Honda                   | +1 ronde | 24   |        |
| 28  | Siegfried Minich     | Honda                       | +1 ronde | 20   |        |

#### Niet gefinisht
| Coureur                | Merk                        | Oorzaak   | Grid |
| ---------------------- | --------------------------- | --------- | ---- |
| Jean-Louis Guignabodet | MIG-Rotax                   |           | 8    |
| Etienne Quartararo     | Honda                       |           | 17   |
| Donnie McLeod          | Silverstone-Armstrong-Rotax | Vastloper | 22   |
| Christian Boudinot     | JJ Cobas                    |           | 26   |
| Gary Noël              | EMC-Rotax                   |           | 28   |
| Jochen Schmid          | Yamaha                      |           | 35   |
| Marcellino Lucchi      | Aprilia-Rotax               |           | 31   |
| Manfred Herweh         | HB-Aprilia-Rotax            | Val       | 32   |

### Top tien tussenstand 250cc-klasse
| Pos | Coureur             | Merk                        | Ptn |
| --- | ------------------- | --------------------------- | --- |
| 1   | Carlos Lavado       | HB-Venemotos-Yamaha         | 87  |
| 2   | Sito Pons           | Campsa-HRC-Honda            | 74  |
| 3   | Toni Mang           | Rothmans-HRC-Honda          | 57  |
| 4   | Jean-François Baldé | Rothmans-Katayama-Honda     | 53  |
| 5   | Martin Wimmer       | Marlboro-Agostini-Yamaha    | 49  |
| 6   | Dominique Sarron    | Rothmans-Honda              | 41  |
| 7   | Jacques Cornu       | ELF-Parisienne-Honda        | 28  |
| 8   | Donnie McLeod       | Silverstone-Armstrong-Rotax | 27  |
| 9   | Fausto Ricci        | HRC-Honda                   | 24  |
| 10  | Pierre Bolle        | ELF-Parisienne              | 19  |

## 125cc-klasse

### De training

#### Trainingstijden
| Pos | Coureur            | Merk           | Tijd    |
| --- | ------------------ | -------------- | ------- |
| 1.  | Luca Cadalora      | FMI-Garelli    | 2"14'67 |
| 2.  | Fausto Gresini     | FMI-Garelli    | 2"16'01 |
| 3.  | Bruno Kneubühler   | LCR-MBA        | 2"15'23 |
| 4.  | August Auinger     | Bartol-LCR-MBA | 2"15'51 |
| 5.  | Domenico Brigaglia | Ducados-MBA    | 2"15'51 |
| 6.  | Pier Paolo Bianchi | MBA            | 2"16'77 |
| 7.  | Ezio Gianola       | MBA            | 2"16'80 |
| 8.  | Thierry Feuz       | MBA            | 2"17'25 |
| 9.  | Lucio Pietroniro   | Johnson-MBA    | 2"17'51 |
| 10. | Olivier Liégeois   | Assmex-MBA     | 2"17'83 |

### De race
Na de start van de 125cc-race namen de Garelli-rijders Luca Cadalora en Fausto Gresini samen de leiding, maar ze werden meteen gevolgd door August Auinger, Ezio Gianola, Lucio Pietroniro, Pier Paolo Bianchi, Bruno Kneubühler en Jussi Hautaniemi. Gianola viel al in de tweede ronde terug met een slecht lopende motor. Cadalora en Gresini probeerden er samen vandoor te gaan, maar konden Auinger en Kneubühler niet afschudden. Auinger prikte zijn machine af en toe tussen beide Italianen, maar op de streep reed er steeds een Garelli voorop. Pas in de laatste twee ronden moesten Auinger en Kneubühler iets afhaken, wat tenietgedaan werd toen de koplopers achterblijver Esa Kytölä moesten passeren. Cadalora kon zonder problemen voorbij, maar Gresini werd even opgehouden. Hij werd nog wel tweede, maar Auinger zat weer vlak achter hem. 

#### Uitslag 125cc-klasse
| Pos | Coureur            | Merk           | Tijd      | Grid | Punten |
| --- | ------------------ | -------------- | --------- | ---- | ------ |
| 1   | Luca Cadalora      | FMI-Garelli    | 36"08'81  | 1    | 15     |
| 2   | Fausto Gresini     | FMI-Garelli    | 36"09'81  | 2    | 12     |
| 3   | August Auinger     | Bartol-LCR-MBA | 36"10'24  | 4    | 10     |
| 4   | Bruno Kneubühler   | LCR-MBA        | 36"10'84  | 3    | 8      |
| 5   | Domenico Brigaglia | Ducados-MBA    | 36"38'69  | 5    | 6      |
| 6   | Lucio Pietroniro   | Johnson-MBA    | 36"42'52  | 9    | 5      |
| 7   | Pier Paolo Bianchi | MBA            | 36"45'12  | 6    | 4      |
| 8   | Johnny Wickström   | MBA            | 36"57'50  | 11   | 3      |
| 9   | Ángel Nieto        | Ducados-MBA    | 36"58'70  | 17   | 2      |
| 10  | Thierry Feuz       | MBA            | 36"59'01  | 8    | 1      |
| 11  | Jussi Hautaniemi   | MBA            | 37"05'66  | 12   |        |
| 12  | Paul Bordes        | MBA            | 37"05'67  | 13   |        |
| 13  | Willy Pérez        | MBA            | 37"41'87  | 19   |        |
| 14  | Patrick Daudier    | PMDF           | 37"50'15  | 16   |        |
| 15  | Håkan Olsson       | MBA            | 37"50'16  | 32   |        |
| 16  | Jacques Hutteau    | MBA            | 37"54'96  | 18   |        |
| 17  | Manuel Hernandez   | MBA            | 37"56'48  | 29   |        |
| 18  | Eric Gijsel        | MBA            | 38"07'54  | 36   |        |
| 19  | Jan Eggens         | LCR-EGA        | 38"08'24  | 30   |        |
| 20  | Anton Straver      | MBA            | 38"16'11  | 28   |        |
| 21  | Peter Balaz        | MBA            | 38"35'53  | 27   |        |
| 22  | Esa Kytölä         | MBA            | +1 ronde  | 34   |        |
| 23  | Mike Leitner       | MBA            | +2 ronden | 23   |        |

#### Niet gefinisht
| Coureur              | Merk        | Oorzaak    | Grid |
| -------------------- | ----------- | ---------- | ---- |
| Ezio Gianola         | MBA         | Ontsteking | 7    |
| Olivier Liégeois     | Assmex-MBA  | Val        | 10   |
| Paolo Casoli         | MBA         |            | 14   |
| Adi Stadler          | MBA         |            | 15   |
| Christian Le Badezet | MBA         |            | 20   |
| Jean-Claude Selini   | MBA         |            | 21   |
| Norbert Peschke      | MBA         |            | 22   |
| Alfred Waibel        | MBA         |            | 24   |
| Bady Hassaine        | MBA         |            | 26   |
| Robin Appleyard      | MBA         |            | 31   |
| Andres Sánchez       | Ducados-MBA |            | 33   |
| Peter Sommer         | MBA         |            | 35   |

### Top tien tussenstand 125cc-klasse
| Pos | Coureur            | Merk           | Ptn |
| --- | ------------------ | -------------- | --- |
| 1   | Luca Cadalora      | FMI-Garelli    | 76  |
| 2   | Fausto Gresini     | FMI-Garelli    | 74  |
| 3   | Ezio Gianola       | MBA            | 47  |
| 3   | Domenico Brigaglia | Ducados-MBA    | 47  |
| 5   | Bruno Kneubühler   | LCR-MBA        | 32  |
| 6   | Pier Paolo Bianchi | MBA            | 26  |
| 7   | Lucio Pietroniro   | Johnson-MBA    | 25  |
| 8   | Willy Pérez        | MBA            | 21  |
| 9   | August Auinger     | Bartol-LCR-MBA | 20  |
| 10  | Johnny Wickström   | MBA            | 18  |

## Zijspanklasse

### De training
Opnieuw haalden Egbert Streuer en Bernard Schnieders niet alles uit de kast om een snelle trainingstijd te zetten. Ze werden achter Alain Michel en Jean-Marc Fresc tweede en stonden daarmee toch op de eerste startrij. Michel en Rolf Biland bliezen tijdens de trainingen een motor op, maar Biland stond desondanks op de derde startplaats naast de broers Markus en Urs Egloff. Bernard Schnieders voorspelde het verloop van de race: ze zouden Michel/Fresc op kop laten rijden tot de laatste ronde en hen dan aan het einde van Mistral Straight passeren. 

#### Trainingstijden
| Pos | Coureur          | Bakkenist          | Merk               | Tijd    |
| --- | ---------------- | ------------------ | ------------------ | ------- |
| 1.  | Alain Michel     | Jean-Marc Fresc    | Krauser-LCR-Yamaha | 2"07'64 |
| 2.  | Egbert Streuer   | Bernard Schnieders | LCR-Yamaha         | 2"08'10 |
| 3.  | Rolf Biland      | Kurt Waltisperg    | LCR-Krauser        | 2"08'99 |
| 4.  | Markus Egloff    | Urs Egloff         | LCR-Seel           | 2"09'13 |
| 5.  | Alfred Zurbrügg  | Martin Zurbrügg    | LCR-Yamaha         | 2"09'52 |
| 6.  | Steve Webster    | Tony Hewitt        | LCR-Yamaha         | 2"10'48 |
| 7.  | Masato Kumano    | Helmut Diehl       | LCR-Yamaha         | 2"11'90 |
| 8.  | Rolf Steinhausen | Bruno Hiller       | Camel-Busch-Yamaha | 2"12'03 |
| 9.  | Derek Jones      | Brian Ayres        | LCR-Yamaha         | 2"12'25 |
| 10. | Derek Bayley     | Brian Nixon        | LCR-Ricardo Z      | 2"12'80 |

### De race
Rolf Biland had de beste start in de zijspanrace, maar zijn rol was al na een halve ronde uitgespeeld door een gebroken zuigerveer. Egbert Streuer en Bernard Schnieders kwamen na de eerste ronde als leiders door, gevolgd door Steve Webster/Tony Hewitt, Alain Michel/Jean-Michel Fresc en Theo van Kempen/Geral de Haas. Dat was echter niet de geplande strategie van Streuer en even later reed hij op de derde plaats achter Michel en Webster. Die laatste kon het tempo echter niet volgen en haakte af. Zo bleef Michel zeven ronden lang voor Streuer rijden, daarna nam Streuer twee ronden lang de leiding. In de voorlaatste ronde wist Michel nog een aanval van Streuer af te slaan, maar in de laatste ronde deden de Nederlanders precies wat Bernard Schnieders al op zaterdag voorspeld had: Streuer remde Michel aan het einde van de Mistral Straight uit en won.

#### Uitslag zijspanklasse
| Pos | Coureur           | Bakkenist             | Merk               | Tijd     | Grid | Punten |
| --- | ----------------- | --------------------- | ------------------ | -------- | ---- | ------ |
| 1   | Egbert Streuer    | Bernard Schnieders    | LCR-Yamaha         | 36"40'76 | 2    | 15     |
| 2   | Alain Michel      | Jean-Marc Fresc       | Krauser-LCR-Yamaha | 36"41'16 | 1    | 12     |
| 3   | Steve Webster     | Tony Hewitt           | LCR-Yamaha         | 37"01'57 | 6    | 10     |
| 4   | Alfred Zurbrügg   | Martin Zurbrügg       | LCR-Yamaha         | 37"19'03 | 5    | 8      |
| 5   | Masato Kumano     | Helmut Diehl          | LCR-Yamaha         | 37"24'37 | 7    | 6      |
| 6   | Markus Egloff     | Urs Egloff            | LCR-Seel           | 37"33'89 | 4    | 5      |
| 7   | Derek Jones       | Brian Ayres           | LCR-Yamaha         | 37"40'25 | 9    | 4      |
| 8   | Derek Bayley      | Brian Nixon           | LCR-Ricardo Z      | 37"45'33 | 10   | 3      |
| 9   | Steve Abbott      | Shaun Smith           | Windle-Yamaha      | 37"47'21 |      | 2      |
| 10  | Frank Wrathall    | Kerry Chapman         | LCR-Yamaha         | 37"57'61 |      | 1      |
| 11  | Theo van Kempen   | Geral de Haas         | LCR-Yamaha         |          | 12   |        |
| 12  | Graham Gleeson    | David Elliott         | LCR-Yamaha         |          |      |        |
| 13  | Dennis Bingham    | Julia Bingham         | LCR-Yamaha         |          |      |        |
| 14  | Yvan Nigrowsky    | Frédéric Meunier      | Seymaz-Yamaha      |          |      |        |
| 15  | Pascal Laratte    | Jacques Corbier       | LCR-Yamaha         |          |      |        |
| 16  | Bernd Scherer     | Wolfgang Gess         | BSR-Yamaha         |          |      |        |
| 17  | Amedeo Zini       | Onbekend              | Onbekend           |          |      |        |
| 18  | Albert Weber      | Harald Scheidawind    | LCR-Yamaha         |          |      |        |
| 19  | Jean-Louis Millet | Claude Debroux        | Seymaz-Yamaha      |          |      |        |
| 19  | Henri Golemba     | Alain-Robert Barillon | Onbekend           | +1 ronde |      |        |

#### Niet gefinisht
| Coureur          | Bakkenist       | Merk               | Oorzaak             | Grid |
| ---------------- | --------------- | ------------------ | ------------------- | ---- |
| Rolf Biland      | Kurt Waltisperg | LCR-Krauser        | Gebroken zuigerveer | 3    |
| Rolf Steinhausen | Bruno Hiller    | Camel-Busch-Yamaha |                     | 8    |

### Top tien tussenstand zijspanklasse
| Pos | Coureur          | Bakkenist                      | Merk                              | Ptn. |
| --- | ---------------- | ------------------------------ | --------------------------------- | ---- |
| 1   | Alain Michel     | Jean-Marc Fresc                | Krauser-LCR-Yamaha                | 54   |
| 2   | Steve Webster    | Tony Hewitt                    | LCR-Yamaha                        | 49   |
| 3   | Egbert Streuer   | Bernard Schnieders             | LCR-Yamaha                        | 45   |
| 4   | Steve Abbott     | Shaun Smith en Vince Biggs     | Windle-Yamaha                     | 30   |
| 5   | Markus Egloff    | Urs Egloff                     | LCR-Seel                          | 27   |
| 6   | Alfred Zurbrügg  | Martin Zurbrügg en Adolf Hänni | LCR-Yamaha                        | 22   |
| 7   | Masato Kumano    | Helmut Diehl                   | LCR-Yamaha                        | 21   |
| 8   | Rolf Biland      | Kurt Waltisperg                | LCR-Krauser                       | 20   |
| 9   | Derek Jones      | Brian Ayres                    | LCR-Yamaha                        | 16   |
| 10  | Rolf Steinhausen | Bruno Hiller                   | Busch-Yamaha / Camel-Busch-Yamaha | 10   |

## Trivia

### Vredespijp
Verschillende coureurs leken de vrede getekend te hebben in Frankrijk. August Auinger had in België nog protest aangetekend tegen het gevaarlijke rijden van Luca Cadalora en Fausto Gresini, maar verklaarde na deze race nadrukkelijk dat er eerlijk gereden was. Egbert Streuer had in het verleden nogal eens kritiek op de rijstijl van Alain Michel, maar vond dat die dit keer zeer sportief gereden had. Na de race namen ze enkele stokbroden mee en gingen ze samen aan de vijver op het circuit vissen. 

### Tijdschema
Kort voor de Franse GP veranderde de organisatie het tijdschema, waardoor de 125cc-klasse niet op zaterdag maar evenals de andere klassen op zondag zou rijden. Men laste echter tussen de zijspanrace en de 500cc-race een pauze van 2½ uur in. Dat leek een vreemd idee, maar niet voor de Fransen die de Tour de France wilden volgen. 

### Freddie Spencer en Raymond Roche
Freddie Spencer was wel in Frankrijk aanwezig, maar slechts als toeschouwer. Voor HRC had hij slecht nieuws, want het herstel van zijn operatie aan een peesschedeontsteking verliep langzamer dan gedacht en hij vreesde op zijn vroegst bij de GP van San Marino weer te kunnen rijden. Voor Raymond Roche was dat goed nieuws, want hij had aanvankelijk voor twee races de Honda NSR 500's van Spencer gekregen, maar mocht het seizoen er nu misschien wel mee afmaken. Dan moest hij er in Silverstone wel op blijven zitten, want hij was in zijn enige twee races met de NSR gevallen. 
1920 · 1921 · 1922 · 1923 · 1924 · 1925 · 1926 · 1927 · 1928 · 1929 · 1930 · 1931 · 1932 · 1933 · 1935 · 1936 · 1937 · 1938 · 1939 · 1949 · 1951 ·  1953 · 1954 · 1955 · 1958 · 1959 · 1960 · 1961 · 1962 · 1963 · 1964 · 1965 · 1966 · 1967 · 1969 · 1970 · 1972 · 1973 · 1974 · 1975 · 1976 · 1977 · 1978 · 1979 · 1980 · 1981 · 1982 · 1983 · 1984 · 1985 · 1986 · 1987 · 1988 · 1989 · 1990 · 1991 · 1992 · 1994 · 1995 · 1996 · 1997 · 1998 · 1999 · 2000 · 2001 · 2002 · 2003 · 2004 · 2005 · 2006 · 2007 · 2008 · 2009 · 2010 · 2011 · 2012 · 2013 · 2014 · 2015 · 2016 · 2017 · 2018 · 2019 · 2020 · 2021 · 2022 · 2023 · 2024 · 2025